# Championnats de France d'athlétisme 1888

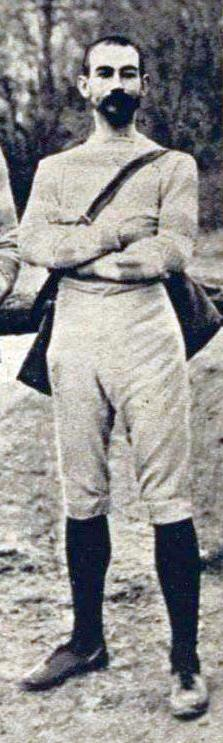
Maurice Dezaux, RCF, né le 16-10-1864 à Paris et décédé le 19-03-1919 à Saint-Mandrier, champion de France du 1500 mètres en 1888, et du 4000 steeple en 1888 et 1890; vice-champion de France de cross-country 1890 (3e en 1891).

Les premiers Championnats de France d'athlétisme ont eu lieu le 29 avril 1888 à la Croix-Catelan de Paris. 
L'épreuve est instituée par l'Union des sociétés françaises de sports athlétiques (UFSA), fédération omnisports fondée le 20 novembre 1887 par les clubs parisiens du Racing Club de France et du Stade français. L'objectif mis en avant est la lutte contre la professionnalisation du sport, et en particulier de l'athlétisme, qui voit bon nombre de courses à pied rémunérées se développer à travers l'hexagone depuis près de trois décennies. 
Les premiers championnats de France d'athlétisme comportent quatre épreuves : le 100 m, le 400 m, le 1 500 m et 120 m haies. Le Racingman René Cavally y remporte deux titres.

## Lien externe

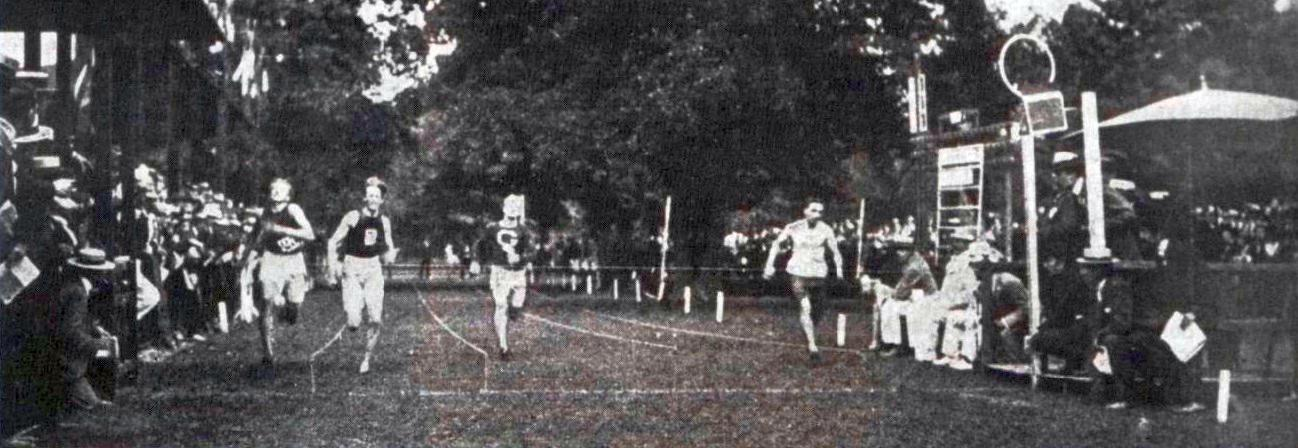
René Cavally, le premier champion de France d'athlétisme en 1888, sur 100 mètres.

## Palmarès
| Discipline  | Athlète                | Club                  | Temps          |
| ----------- | ---------------------- | --------------------- | -------------- |
| 100 m       | René Cavally           | Racing Club de France | 11 s 3/5       |
| 400 m       | René Cavally           | Racing Club de France | 53 s 2/5       |
| 1 500 m     | Maurice Dezaux         | Racing Club de France | 4 min 43 s 2/5 |
| 120 m haies | Adolphe de Pallisseaux | Racing Club de France | 18 s 3/5       |